# Mięsień czworogłowy uda
Mięsień czworogłowy uda (łac. musculus quadriceps femoris) – mięsień kończyny miednicznej (tylnej) kręgowców, złożony z czterech głów, traktowanych także jako oddzielne mięśnie: mięsień prosty uda, mięsień obszerny boczny, mięsień obszerny przyśrodkowy, mięsień obszerny pośredni. Pokrywa kość udową na powierzchniach bocznych i powierzchni doczaszkowej.

## Części składowe
Mięsień obszerny pośredni (musculus vastus intermedius) jest położony głęboko, pod wszystkimi innymi głowami mięśnia czworogłowego. Zaczyna się na doczaszkowej powierzchni kości udowej. Kończy się na podstawie rzepki (basis patellae). Pokrywa doczaszkową powierzchnię kości udowej i torebkę stawu udowo-rzepkowego. Jest ściśle zrośnięty z mięśniem obszernym bocznym i mięśniem obszernym przyśrodkowym.
Mięsień obszerny boczny (musculus vastus lateralis) rozpoczyna się na bocznej powierzchni kości udowej, pomiędzy krętarzem większym a dołem nadkłykciowym. Kończy się na bocznej części powierzchni doczaszkowej rzepki oraz na ścięgnie końcowym mięśnia prostego uda. Pod ścięgnem końcowym mięśnia prostego uda zwykle znajduje się kaletka maziowa.
Mięsień obszerny przyśrodkowy (musculus vastus medialis) zaczyna się na powierzchni przyśrodkowej kości udowej (na 2/3 długości licząc od góry). Kończy się na przyśrodkowym brzegu rzepki, na wyrostku chrząstkowym rzepki, na przyśrodkowym więzadle rzepki i na ścięgnie końcowym mięśnia prostego uda. Możliwa obecność kaletki maziowej pod ścięgnem końcowym tego mięśnia. Mięsień obszerny przyśrodkowy tworzy silny brzusiec mięśniowy o spłaszczonym kształcie.
Mięsień prosty uda (musculus rectus femoris) rozpoczyna się niedaleko panewki na kości biodrowej za pomocą dwóch krótkich odnóg. Kończy się na podstawie rzepki i powierzchni doczaszkowej rzepki. Kaletki maziowe mogą być obecne pod bocznym ramieniem ścięgna początkowego oraz pod przyczepem końcowym. Znajduje się pomiędzy mięśniem obszernym bocznym a mięśniem obszernym przyśrodkowym wystając nieznacznie w kierunku przednim. Jest pokryty błyszczącą błoną, która grubieje w miarę posuwania się w kierunku dobrzusznym, następnie zrastając się z powięziami głębokimi uda. 

## Unerwienie i unaczynienie
Wszystkie mięśnie składowe mięśnia czworogłowego uda unerwione są nerwem udowym. Zaopatrzenie w krew odbywa się za pośrednictwem tętnicy udowej i tętnicy okalającej udo bocznej.

## Funkcja w układzie ustaleniowym konia
Mięsień czworogłowy uda ma kluczowe znaczenie w układzie ustaleniowym kończyny miednicznej konia. Praca tego silnego mięśnia umożliwia wciągnięcie rzepki do dołu nadrzepkowego, co powoduje ustalenie stawu kolanowego poprzez naciągnięcie ścięgnistych więzadeł rozciągniętych pomiędzy rzepką a kością piszczelową. Z uwagi na ścisłą zależność swobody ruchu pomiędzy stawem kolanowym a stawem stępu (skokowym), z powodu istnienia łączących je pasm ścięgnowych ustalenie jednego ze stawów skutkuje zablokowaniem także drugiego stawu. Mięsień czworogłowy męczy się jednak podczas utrzymywania rzepki w położeniu zaklinowanym, dlatego koń musi utrzymywać ciężar tylko na jednej z kończyn miednicznych, zmieniając kończynę zmęczoną na wypoczętą w regularnych odstępach czasu.